# Borlasia flaccida
Borlasia flaccida är en djurart som tillhör fylumet slemmaskar, och som först beskrevs av sensu Johnston 1846.  Borlasia flaccida ingår i släktet Borlasia, fylumet slemmaskar och riket djur. Inga underarter finns listade i Catalogue of Life.